# Café Santa Cruz

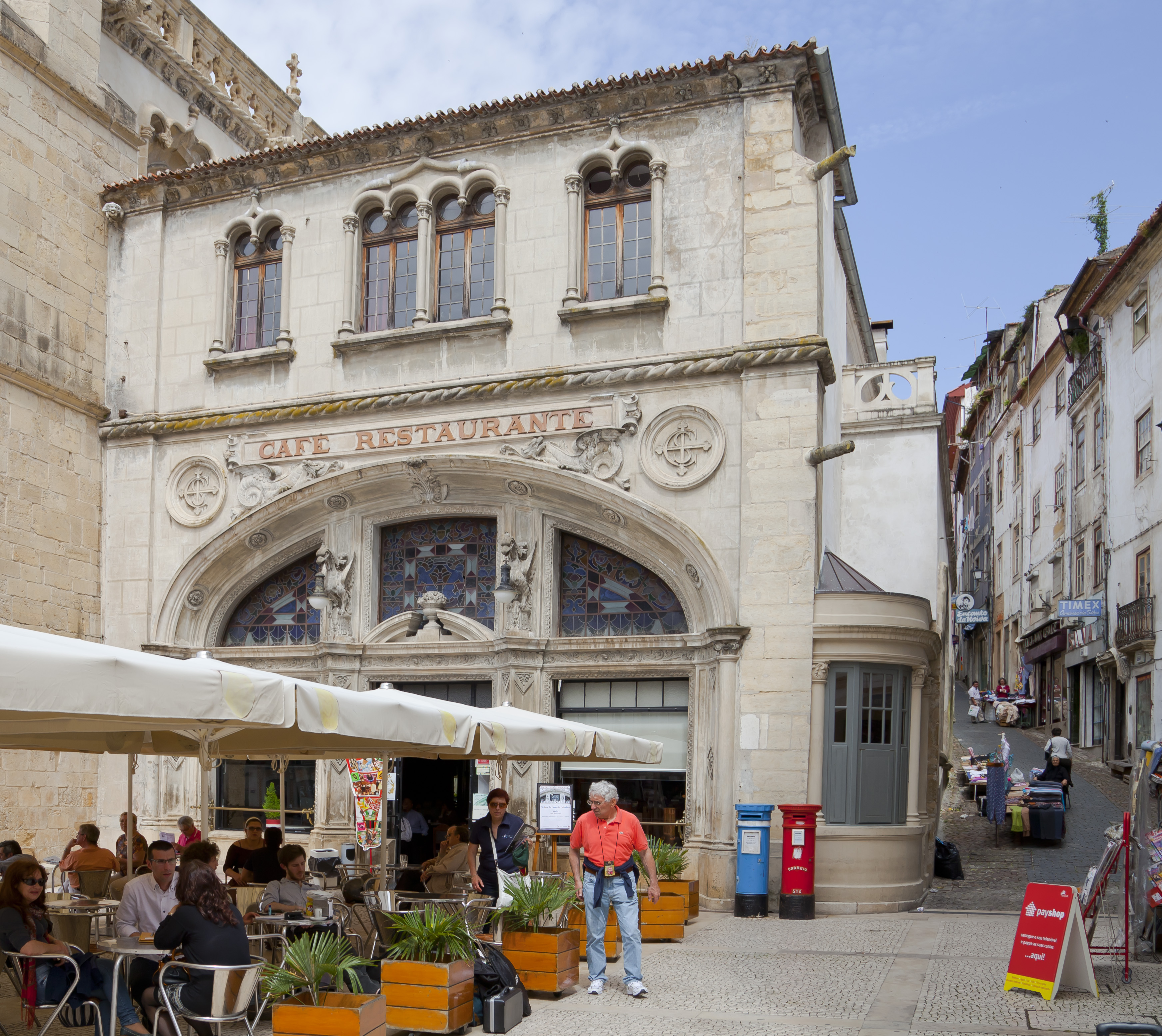
Das Café Santa Cruz in Coimbra

Das Café Santa Cruz ist ein Café in der portugiesischen Stadt Coimbra. Es liegt am zentralen Platz Praça 8 de Maio, mitten in der Fußgängerzone der historischen Altstadt, am Einstieg zur traditionellen Einkaufsstraße Rua Ferreira Borges.
Es verdankt die internationale, touristische Bekanntheit seiner Bauweise als früherer Kirche direkt neben dem Kloster Santa Cruz. In Coimbra selbst ist das Café dagegen vor allem als ein traditionelles Café der Bohème und der Intellektuellen bekannt.

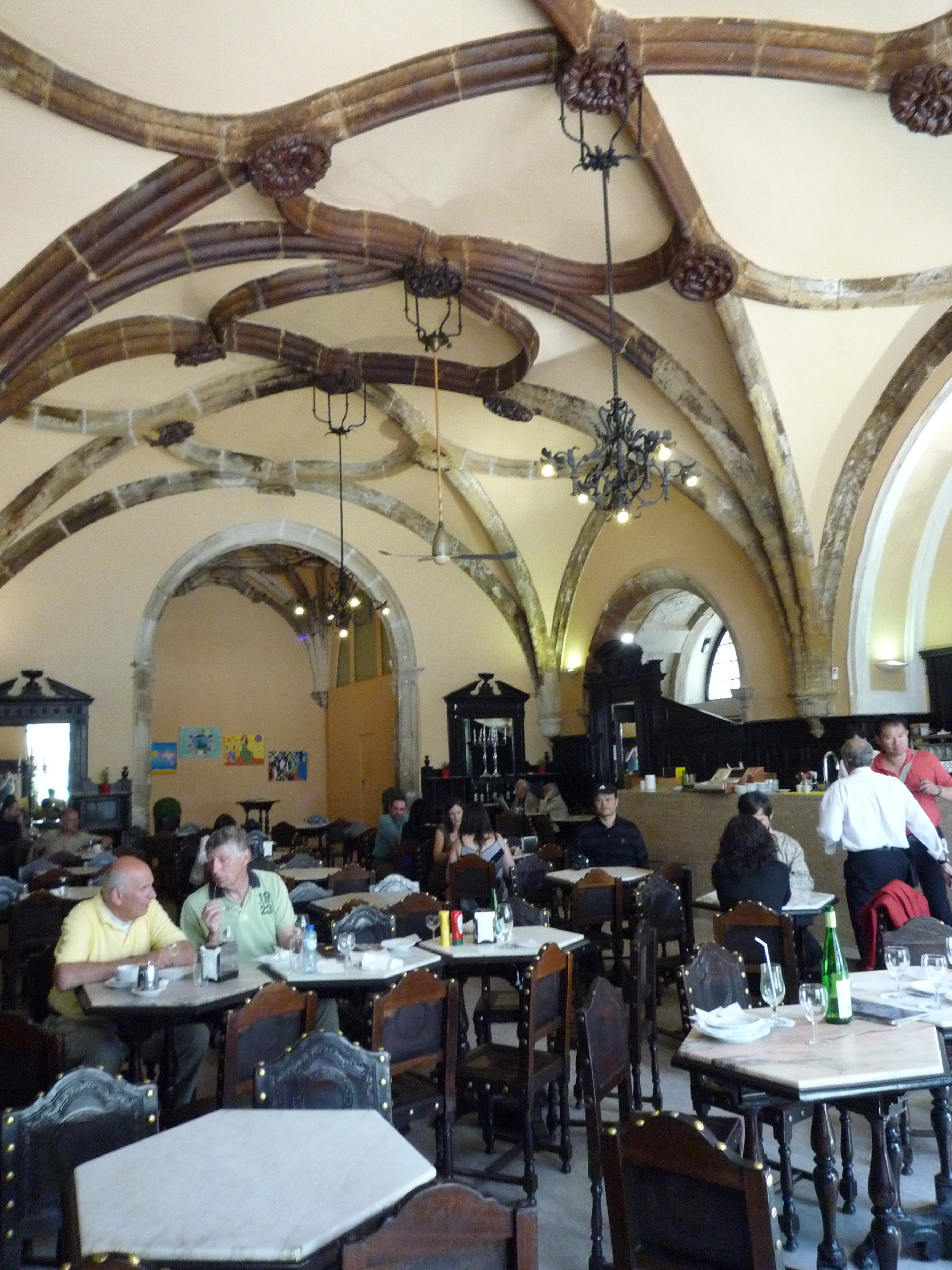
Im Café Santa Cruz

## Geschichte
Das heutige Gebäude des 1124 gegründeten Augustiner-Chorherren-Klosters wurde um 1530 neu errichtet, mit einer eigenen, abgetrennten kleinen Gemeindekirche, um die Mönche im Kloster nicht mit dem Alltag des Gemeindelebens zu stören.
Mit der Auflösung aller religiösen Orden in Portugal im Jahr 1834, in Folge der Liberalen Revolution 1822, wechselte die Gemeindekirche in die größere Klosterkirche. Der kleinere Bau war fortan kein religiöses Gebäude mehr.
Das Gebäude wurde nun abwechselnd eine Hufeisenhandlung, eine Polizeiwache, ein Lager der Kanalisation, Sitz eines Bestattungsunternehmens, eine Zimmerei, eine Feuerwache, und Anfang des 20. Jahrhunderts eine Autowerkstatt, bis der Bau 1919 erstmals als Café vermietet wurde.
Am 8. Mai 1923 eröffnete dann unter Aufmerksamkeit der überregionalen Presse das luxuriöse Café Santa Cruz neu. Anfänglichen Protesten gegen ein neo-manuelinisches Kaffeehaus direkt neben dem Kloster Santa Cruz wirkte ein abgemilderter Plan des Architekten Jaime Inácio dos Santos für die Fassade entgegen. Fortan galt das Café als ein etablierter Treffpunkt für Literaten, Journalisten und Sportbegeisterte aus dem Umfeld des Vereins União de Coimbra. Die akademischen Anhänger des Lokalrivalen Académica de Coimbra trafen sich derweil im Café Arcádia am anderen Ende der angrenzend verlaufenden Rua Ferreira Borges.
Das Café wurde nach der Nelkenrevolution 1974 bis 1985 von einem einzelnen Betreiber namens Alexandre Marques geführt, der es seither mit zwei Teilhabern bis 2004 betrieb. Die Kundschaft wandelte sich von einer gemischten Kundschaft mit einem Schwerpunkt auf weiblichen Studenten zu einer heute touristisch mitgeprägten Klientel.